# Гаосюн (аэропорт)
Международный аэропорт Гаосюн (Kaohsiung International Airport (кит. трад. 高雄國際航空站, упр. 高雄国际航空站／高雄国际机场, пиньинь Gāoxióng guójì hángkōngzhàn/Gāoxióng guójì jīchǎng) (IATA: KHH, ICAO: RCKH) — второй крупнейший аэропорт Тайваня по пассажирообороту, расположенный в городе Гаосюн. На него приходится около 15% всех международных перелётов в стране. Рейсы включают такие направления как: Бангкок, Пекин, Гонконг, Куала-Лумпур, Сингапур, Осака, Токио, Макао, Чанша, Тайбэй и другие.
Международный аэропорт Гаосюн имеет два терминала — для международных и внутренних рейсов. Терминал для внутренних рейсов был построен в 1965 году, когда аэропорт был открыт для гражданской авиации. Впоследствии первый терминал обслуживал и международные рейсы до 1997 года, когда новый терминал был введён в строй. 
Международный терминал был открыт в 1997 году и все выходы имеют телетрапы. Площадь нового терминала в три раза больше площади терминала внутренних рейсов.